# URC
URC(Uniform Resource Characteristics)는 저자, 날짜, 길이 등의 메타정보를 허용하는 개념이다.
URN과 연관된 개념이다. URI의 메타정보를 표시하는데 사용하는 문자열이다.